# Canton de Gannat
Le canton de Gannat est une circonscription électorale française située dans le département de l'Allier en région Auvergne-Rhône-Alpes.
À la suite du redécoupage cantonal de 2014, les limites territoriales du canton sont remaniées. Le nombre de communes du canton passe de 12 à 41.

## Géographie
Dans l'ancien découpage, ce canton était organisé autour de Gannat dans l'arrondissement de Vichy. Son altitude variait de 269 m (Le Mayet-d'École) à 547 m (Gannat) pour une altitude moyenne de 361 m.

## Histoire
La population de ce canton en 1849 était de 13 800 habitants.
Le redécoupage des cantons du département de l'Allier modifie le périmètre de ce canton en 2015. Il comprend toutes les communes de l'ancien canton auxquelles s'ajoutent toutes les communes du canton d'Ébreuil (arrondissement de Montluçon) et du canton de Chantelle (arrondissement de Moulins).

## Représentation

### Conseillers généraux de 1833 à 2015
| Période | Période             | Identité                                      | Étiquette    | Qualité                                                                       |
| ------- | ------------------- | --------------------------------------------- | ------------ | ----------------------------------------------------------------------------- |
| 1833    | 1845                | Amable François Rabusson de Vaure (1795-1879) |              | Notaire, maire de Gannat (1846-1848)                                          |
| 1845    | 1848                | Claude Joseph Paul Gay (1798-1883)            |              | Avocat puis juge - Propriétaire à Gannat                                      |
| 1848    | 1852                | Félix Laplanche                               |              | Architecte à Gannat                                                           |
| 1852    | 1871                | Joachim Julien Boudant                        |              | Professeur à la Faculté de médecine de Clermont Maire de Gannat (1852-1854)   |
| 1871    | 1877 (décès)        | Alfred Adrian                                 | Républicain  | Avocat - Maire de Gannat Député (1876-1877)                                   |
| 1877    | 1882 (décès)        | Valéry Bureau des Etivaux (1810-1882)         | Républicain  | Avocat, ancien Préfet de Moulins - Maire de Gannat (1876-1879)                |
| 1883    | 1889                | Victor Vannaire (1826-1896)                   | Républicain  | Docteur en médecine à Gannat                                                  |
| 1889    | 1905 (décès)        | Gabriel Delarue                               | Rad.         | Docteur en médecine Maire de Gannat (1888-1905) Député (1893-1905)            |
| 1905    | 1910 (décès)        | Gilbert Chevalier                             | Rad.         | Maire de Gannat (1905-1910)                                                   |
| 1910    | 1917 (décès)        | Louis-François Flammen                        |              | Maire de Saint-Priest-d'Andelot, conseiller d'arrondissement                  |
| 1917    | 1919                | siège vacant                                  |              |                                                                               |
| 1919    | 1921 (annulation)   | Jean Godemel (1888-1973)                      | Progressiste | Docteur en médecine à Gannat                                                  |
| 1921    | 1923 (invalidation) | Claude Delaurat (1866-1944)                   | SFIO         | Receveur principal à Gannat                                                   |
| 1923    | 1925                | Eugène Mazuel                                 | SFIO         | Ouvrier mineur puis restaurateur Adjoint au Maire de Gannat                   |
| 1925    | 1937                | Jean Thomas                                   | Rad.         | Directeur d'école en retraite à Gannat                                        |
| 1937    | 1940                | Félix Mizon (1870-1956)                       | Rad.         | Négociant Maire de Gannat (1922-1943)                                         |
|         |                     |                                               |              |                                                                               |
| 1942    | 1945                | Jean-Baptiste Lhomme                          |              | Médecin Conseiller municipal de Gannat Nommé conseiller départemental en 1942 |
|         |                     |                                               |              |                                                                               |
| 1945    | 1967 (décès)        | Charles Magne                                 | SFIO         | Agent administratif - Maire de Gannat (1945-1965) Député (1962-1967)          |
| 1967    | 1976                | Yves Machelon                                 | DVD          | Avocat à la Cour d'appel de Riom Maire de Gannat (1944-1945 et 1965-1976)     |
| 1976    | 2001                | Louis Huguet                                  | PS           | Instituteur Maire de Gannat de 1989 à 2014 Conseiller régional d'Auvergne     |
| 2001    | 2015                | Anne-Marie Defay                              | URB-DVD      | Secrétaire de mairie Maire de Saint-Bonnet-de-Rochefort depuis 1995           |

### Conseillers d'arrondissement (de 1833 à 1940)
- Le canton de Gannat avait deux conseillers d'arrondissement .
- De 1833 à 1926, le canton de Gannat était le chef-lieu de l'arrondissement de Gannat, supprimé en 1926.

| Période                                  | Période          | Identité                           | Étiquette           | Qualité |
| ---------------------------------------- | ---------------- | ---------------------------------- | ------------------- | --- |
| 1833                                     | 1839             | M. Hennequin                       |                     | Propriétaire à Gannat                                                                                       |
| 1833                                     | 1842             | Claude-Grégoire Joly               |                     | Maire de Gannat                                                                                             |
| 1839                                     | 1848             | Joseph Rollat (1795-1875)          |                     | Avocat, conseiller municipal de Gannat                                                                      |
| 1839                                     | 1845             | Claude Joseph Paul Gay (1798-1883) |                     | Avocat à Gannat, nommé juge au Tribunal d'Instance en 1855                                                  |
| 1845                                     | 1848             | M. Tavernier                       |                     | Avocat à Gannat                                                                                             |
|                                          |                  |                                    |                     | |
| av.1880                                  | 1881 (démission) | Frédéric Ladrat                    | Républicain         | Adjoint au maire de Gannat                                                                                  |
| av.1880                                  | 1904             | Joseph Fournier                    | Républicain         | Maire de Jenzat                                                                                             |
|                                          |                  |                                    |                     | |
| av.1892                                  | 1898             | M. Mauzat-Lalande                  | Républicain Radical | Premier adjoint au maire de Gannat                                                                          |
| 1898                                     | 1910             | Louis-François Flammen             | Radical             | Propriétaire à Gannat, maire de Saint-Priest-d'Andelot                                                      |
| 1904                                     | 1910             | Jules Pajot                        | Radical             | Maire de Saint-Bonnet-de-Rochefort                                                                          |
| 1910                                     | 1919             | Joseph Dulac                       | Soc.ind.            | Malteur à Gannat                                                                                            |
| 1919                                     | 1922             | Charles Boulignat                  |                     | Vétérinaire à Gannat                                                                                        |
| 1919                                     | 1922             | Joseph Nodière                     | Radical             | Caissier à la Caisse d'Épargne de Gannat                                                                    |
| 1922                                     | 1940             | Louis Jean-Baptiste Gervy          | Radical             | Cultivateur à Monteignet-sur-l'Andelot                                                                      |
| 1922                                     | 1934             | Claude Émile Migeon                | Radical             | Conseiller municipal de Gannat                                                                              |
| 1934                                     | 1940             | Jean-Baptiste Montel               | Radical             | Adjoint au maire de Gannat                                                                                  |
| 1940                                     |                  |                                    |                     | Les conseils d'arrondissement ont été suspendus par la loi du 12 octobre 1940 et n'ont jamais été réactivés |
| Les données manquantes sont à compléter. |                  |                                    |                     | |

Sources : Archives départementales de l'Allier, rubrique "Presse" - https://archives.allier.fr/archives-en-ligne/presse?arko_default_63e27309704a6--ficheFocus=

### Conseillers départementaux depuis 2015
| Période élective | Période élective | Mandat       | Mandat       | Identité            | Nuance | Nuance | Qualité |
| ---------------- | ---------------- | ------------ | ------------ | ------------------- | ------ | ------ | --- |
| 2015             | 2021             | 2015         | 2021         | André Bidaud        |        | UDI    | Retraité du commerce Maire de Chantelle Ancien conseiller général du canton de Chantelle 7e vice-président chargé des collèges, des TICE, des transports et de la mobilité                                                                          |
| 2015             | 2021             | 2015         | 2016 (décès) | Anne-Marie Defay    |        | DVD    | Maire de Saint-Bonnet-de-Rochefort |
| 2015             | 2021             | 14 mars 2016 | 2021         | Véronique Pouzadoux |        | LR     | Juriste Maire de Gannat Présidente de la communauté de communes Saint-Pourçain Sioule Limagne |
| 2021             | 2028             | 2021         | en cours     | André Bidaud        |        | UDI    | 5e vice-président chargé des collèges et des transports des élèves en situation de handicap Maire de Chantelle |
| 2021             | 2028             | 2021         | en cours     | Véronique Pouzadoux |        | LR     | 2e vice-présidente chargée des infrastructures de mobilité, des bâtiments et des projets de développement Maire de Gannat, Présidente de l'association des maires de l'Allier Présidente de la communauté de communes Saint-Pourçain Sioule Limagne |

#### Élections de mars 2015
À l'issue du premier tour des élections départementales de 2015, deux binômes sont en ballottage : André Bidaud et Anne-Marie Defay (DVD, 48,96 %) et Dominique Bidet et Aline Jeudi (Union de la Gauche, 32,01 %). Le taux de participation est de 58,61 % (8 974 votants sur 15 311 inscrits) contre 53,8 % au niveau départemental et 50,17 % au niveau national.
Au second tour, André Bidaud et Anne-Marie Defay (DVD) sont élus avec 62,33 % des suffrages exprimés et un taux de participation de 57,79 % (5 130 voix pour 8 846 votants et 15 308 inscrits).

#### Élections de juin 2021
Le premier tour des élections départementales de 2021 est marqué par un très faible taux de participation (33,26 % au niveau national). Dans le canton de Gannat, ce taux de participation est de 43,73 % (6 597 votants sur 15 086 inscrits) contre 36,56 % au niveau départemental. À l'issue de ce premier tour,  le binôme constitué de André Bidaud et Véronique Pouzadoux (Union à droite, 63,07 %), est élu avec 63,07 % des suffrages exprimés.

## Composition

### Composition avant 2015
En 2012, le canton de Gannat regroupait douze communes et comptait 9 819 habitants (population municipale).
| Nom                       | Code Insee | Codepostal | Superficie (km2) | Population (dernière pop. légale) | Densité (hab./km2) |
| ------------------------- | ---------- | ---------- | ---------------- | --------------------------------- | ------------------ |
| Gannat (chef-lieu)        | 03118      | 03800      | 36,85            | 5 806 (2012)                      | 158                |
| Bègues                    | 03021      | 03800      | 8,30             | 231 (2012)                        | 28                 |
| Biozat                    | 03030      | 03800      | 16,46            | 758 (2012)                        | 46                 |
| Charmes                   | 03061      | 03800      | 8,19             | 392 (2012)                        | 48                 |
| Jenzat                    | 03133      | 03800      | 11,64            | 527 (2012)                        | 45                 |
| Le Mayet-d'École          | 03164      | 03800      | 6,76             | 278 (2012)                        | 41                 |
| Mazerier                  | 03166      | 03800      | 7,23             | 290 (2012)                        | 40                 |
| Monteignet-sur-l'Andelot  | 03182      | 03800      | 9,38             | 245 (2012)                        | 26                 |
| Poëzat                    | 03209      | 03800      | 2,12             | 130 (2012)                        | 61                 |
| Saint-Bonnet-de-Rochefort | 03220      | 03800      | 16,36            | 647 (2012)                        | 40                 |
| Saint-Priest-d'Andelot    | 03255      | 03800      | 8,17             | 147 (2012)                        | 18                 |
| Saulzet                   | 03268      | 03800      | 9,21             | 368 (2012)                        | 40                 |

### Composition depuis 2015
À la suite du décret du 27 février 2014, la taille du canton a évolué fin mars 2015, après les élections départementales de 2015. Les nouvelles communes sont celles des cantons de Chantelle, de Gannat et d'Ébreuil.
| Nom                            | Code Insee | Intercommunalité                          | Superficie (km2) | Population (dernière pop. légale) | Densité (hab./km2) | Modifier                                    |
| ------------------------------ | ---------- | ----------------------------------------- | ---------------- | --------------------------------- | ------------------ | ------------------------------------------- |
| Gannat (bureau centralisateur) | 03118      | CC Saint-Pourçain Sioule Limagne          | 36,85            | 5 684 (2022)                      | 154                | modifier les données · modifier les données |
| Barberier                      | 03016      | CC Saint-Pourçain Sioule Limagne          | 8,08             | 142 (2022)                        | 18                 | modifier les données · modifier les données |
| Bègues                         | 03021      | CC Saint-Pourçain Sioule Limagne          | 8,30             | 229 (2022)                        | 28                 | modifier les données · modifier les données |
| Bellenaves                     | 03022      | CC Saint-Pourçain Sioule Limagne          | 34,88            | 986 (2022)                        | 28                 | modifier les données · modifier les données |
| Biozat                         | 03030      | CC Saint-Pourçain Sioule Limagne          | 16,46            | 923 (2022)                        | 56                 | modifier les données · modifier les données |
| Chantelle                      | 03053      | CC Saint-Pourçain Sioule Limagne          | 10,96            | 1 124 (2022)                      | 103                | modifier les données · modifier les données |
| Chareil-Cintrat                | 03059      | CC Saint-Pourçain Sioule Limagne          | 12,77            | 385 (2022)                        | 30                 | modifier les données · modifier les données |
| Charmes                        | 03061      | CC Saint-Pourçain Sioule Limagne          | 8,19             | 374 (2022)                        | 46                 | modifier les données · modifier les données |
| Charroux                       | 03062      | CC Saint-Pourçain Sioule Limagne          | 10,43            | 340 (2022)                        | 33                 | modifier les données · modifier les données |
| Chezelle                       | 03075      | CC Saint-Pourçain Sioule Limagne          | 7,33             | 158 (2022)                        | 22                 | modifier les données · modifier les données |
| Chirat-l'Église                | 03077      | CC Saint-Pourçain Sioule Limagne          | 18,48            | 128 (2022)                        | 6,9                | modifier les données · modifier les données |
| Chouvigny                      | 03078      | CC Saint-Pourçain Sioule Limagne          | 13,41            | 230 (2022)                        | 17                 | modifier les données · modifier les données |
| Coutansouze                    | 03089      | CC Saint-Pourçain Sioule Limagne          | 13,42            | 158 (2022)                        | 12                 | modifier les données · modifier les données |
| Deneuille-lès-Chantelle        | 03096      | CC Saint-Pourçain Sioule Limagne          | 8,21             | 93 (2022)                         | 11                 | modifier les données · modifier les données |
| Ébreuil                        | 03107      | CC Saint-Pourçain Sioule Limagne          | 23,22            | 1 292 (2022)                      | 56                 | modifier les données · modifier les données |
| Échassières                    | 03108      | CC Saint-Pourçain Sioule Limagne          | 23,40            | 369 (2022)                        | 16                 | modifier les données · modifier les données |
| Étroussat                      | 03112      | CC Saint-Pourçain Sioule Limagne          | 13,03            | 663 (2022)                        | 51                 | modifier les données · modifier les données |
| Fleuriel                       | 03115      | CC Saint-Pourçain Sioule Limagne          | 28,05            | 339 (2022)                        | 12                 | modifier les données · modifier les données |
| Fourilles                      | 03116      | CC Saint-Pourçain Sioule Limagne          | 6,98             | 191 (2022)                        | 27                 | modifier les données · modifier les données |
| Jenzat                         | 03133      | CC Saint-Pourçain Sioule Limagne          | 11,64            | 521 (2022)                        | 45                 | modifier les données · modifier les données |
| Lalizolle                      | 03135      | CC Saint-Pourçain Sioule Limagne          | 23,72            | 407 (2022)                        | 17                 | modifier les données · modifier les données |
| Louroux-de-Bouble              | 03152      | CC Saint-Pourçain Sioule Limagne          | 16,87            | 228 (2022)                        | 14                 | modifier les données · modifier les données |
| Le Mayet-d'École               | 03164      | CC Saint-Pourçain Sioule Limagne          | 6,76             | 305 (2022)                        | 45                 | modifier les données · modifier les données |
| Mazerier                       | 03166      | CC Saint-Pourçain Sioule Limagne          | 7,23             | 320 (2022)                        | 44                 | modifier les données · modifier les données |
| Monestier                      | 03175      | CC Saint-Pourçain Sioule Limagne          | 29,68            | 280 (2022)                        | 9,4                | modifier les données · modifier les données |
| Monteignet-sur-l'Andelot       | 03182      | CC Saint-Pourçain Sioule Limagne          | 9,38             | 267 (2022)                        | 28                 | modifier les données · modifier les données |
| Nades                          | 03192      | CC Saint-Pourçain Sioule Limagne          | 8,49             | 158 (2022)                        | 19                 | modifier les données · modifier les données |
| Naves                          | 03194      | CC Saint-Pourçain Sioule Limagne          | 8,13             | 137 (2022)                        | 17                 | modifier les données · modifier les données |
| Poëzat                         | 03209      | CC Saint-Pourçain Sioule Limagne          | 2,12             | 152 (2022)                        | 72                 | modifier les données · modifier les données |
| Saint-Bonnet-de-Rochefort      | 03220      | CC Saint-Pourçain Sioule Limagne          | 16,36            | 714 (2022)                        | 44                 | modifier les données · modifier les données |
| Saint-Germain-de-Salles        | 03237      | CC Saint-Pourçain Sioule Limagne          | 11,59            | 426 (2022)                        | 37                 | modifier les données · modifier les données |
| Saint-Priest-d'Andelot         | 03255      | CC Saint-Pourçain Sioule Limagne          | 8,17             | 146 (2022)                        | 18                 | modifier les données · modifier les données |
| Saulzet                        | 03268      | CC Saint-Pourçain Sioule Limagne          | 9,21             | 392 (2022)                        | 43                 | modifier les données · modifier les données |
| Sussat                         | 03276      | CC Saint-Pourçain Sioule Limagne          | 8,00             | 105 (2022)                        | 13                 | modifier les données · modifier les données |
| Target                         | 03277      | CC Saint-Pourçain Sioule Limagne          | 26,47            | 247 (2022)                        | 9,3                | modifier les données · modifier les données |
| Taxat-Senat                    | 03278      | CC Saint-Pourçain Sioule Limagne          | 13,62            | 211 (2022)                        | 15                 | modifier les données · modifier les données |
| Ussel-d'Allier                 | 03294      | CC Saint-Pourçain Sioule Limagne          | 8,02             | 168 (2022)                        | 21                 | modifier les données · modifier les données |
| Valignat                       | 03295      | CC Saint-Pourçain Sioule Limagne          | 2,32             | 65 (2022)                         | 28                 | modifier les données · modifier les données |
| Veauce                         | 03302      | CC Saint-Pourçain Sioule Limagne          | 3,54             | 39 (2022)                         | 11                 | modifier les données · modifier les données |
| Vicq                           | 03311      | CC Saint-Pourçain Sioule Limagne          | 13,25            | 294 (2022)                        | 22                 | modifier les données · modifier les données |
| Voussac                        | 03319      | CC Commentry Montmarault Néris Communauté | 34,46            | 493 (2022)                        | 14                 | modifier les données · modifier les données |
| Canton de Gannat               | 0306       |                                           | 581,48           | 19 883 (2022)                     | 34                 | modifier les données                        |

## Démographie

### Démographie avant 2015
| 1962  | 1968  | 1975  | 1982  | 1990  | 1999  | 2006  | 2011  | 2012  |
| ----- | ----- | ----- | ----- | ----- | ----- | ----- | ----- | ----- |
| 9 403 | 9 808 | 9 942 | 9 978 | 9 766 | 9 491 | 9 636 | 9 759 | 9 819 |

### Démographie depuis 2015
En 2022, le canton comptait 19 883 habitants, en évolution de +0,62 % par rapport à 2016 (Allier : −1,38 %, France hors Mayotte : +2,11 %).
| 2013   | 2018   | 2022   |
| ------ | ------ | ------ |
| 19 783 | 19 840 | 19 883 |